# Bosconian
Bosconian (Japans: ボスコニア; Bosukonian) is een shoot 'em up arcadespel ontwikkeld door Namco en uitgegeven in 1981. De speler bestuurt een ruimteschip in open ruimte en kan, in tegenstelling tot de meeste lineaire spellen uit die tijd, vliegen waar hij wil. De speler beschikt ook over een radar die de positie weergeeft van de vijanden. Het spel kan gespeeld worden op Namco-hardware.

## Spelbesturing
Het doel in Bosconian is om zo veel mogelijk punten te scoren door de basissen van de vijand te vernietigen. De speler bestuurt een klein ruimtevaartuig dat hij in acht richtingen kan laten bewegen. Het ruimtevaartuig beschikt over een kanon aan zowel de voor- als achterkant. Elk level bevat enkele groene ruimtestations die de speler dient de vernietigen alvorens hij naar het volgende level kan. Een ruimtestation bestaat uit een hexagon. Elke hoek van het hexagon bevat een kanon dat de speler dient te vernietigen.
De speler dient ook asteroiden, mijnen en andere vijanden te vermijden. De vijand valt soms in groep aan. Als de speler de leider van die formatie vernietigt, zullen de andere schepen wegvliegen. Dit houdt wel in dat de speler dan minder punten krijgt.
Tijdens het spel zal een digitale stem de speler assisteren:
- "Blast off!" (start level)
- "Alert! Alert!" (aanval van vijanden)
- "Battle stations" (aanval van vijanden in groep)
- "Spy ship sighted" (vijandig schip in de buurt)
- "Condition red!" (wanneer de speler te veel tijd nodig heeft om het level af te ronden, zal de vijand agressiever aanvallen)

Het spel heeft niet echt een einde, na het laatste level (256 in totaal) zal het eerste level terug starten. Het spel is pas ten einde wanneer de levens van de speler op zijn

## Andere platforms
Het spel werd in 1983 uitgebracht voor de MSX-computer met de subtitel Star Destroyer. Voor TRS-80 bestaat een gelijkaardig spel: Draconian.